# Kenneth III

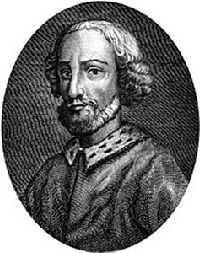
Kenneth III

Kenneth III (gael. Cináed mac Duib), (zm. 25 marca 1005), król Alby (Szkocji) 997–1005.
Kenneth był synem króla Dubha. Jako ostatni ze szkockich władców objął tron według starego zwyczaju tanistry, zgodnie z którym został wyznaczony na następcę przez umierającego króla Konstantyna III.
Kenneth III zginął wraz ze swym synem Giricem w bitwie pod Monzievaird z rąk kuzyna, Malcolma II, który następnie objął tron szkocki, a pod koniec swoich rządów wymordował wszystkich męskich potomków Kennetha III.
Kenneth III był dziadkiem żony Makbeta, królowej Gruoch, pierwowzoru postaci lady Macbeth z dramatu Williama Shakespeare'a.